# Budanje

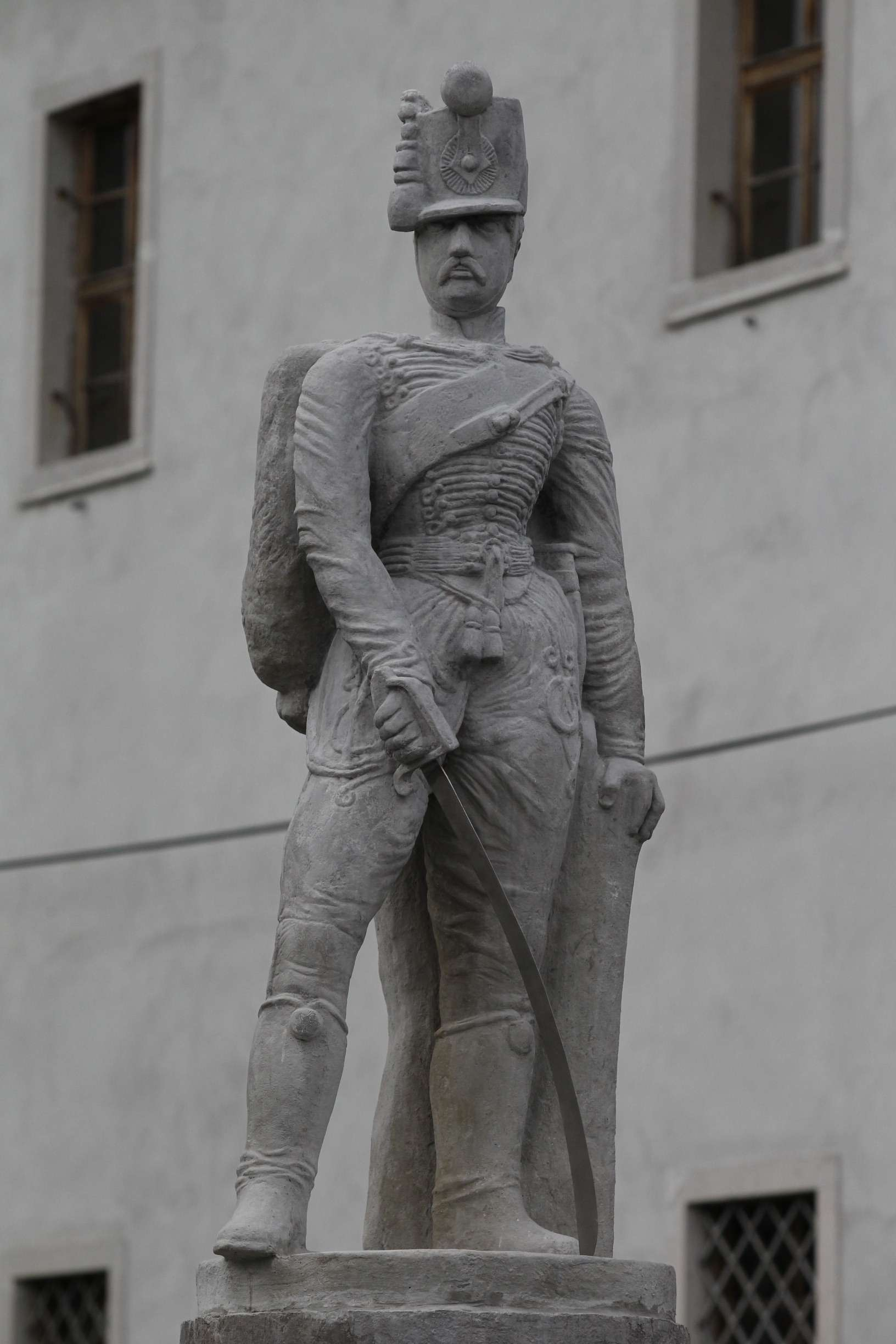
Rostás Pál
huszár felújított emlékműve 2013-ban

Budanje falu Szlovéniában, a Goriška statisztikai régióban, a Vipava-völgy felső részén. Közigazgatásilag Ajdovščinához tartozik, melytől északnyugatra helyezkedik el a Čaven-hegy lábánál. A településhez az alábbi településrészek tartoznak: Avžlak, Brith, Kodelska Vas, Žgavska Vas, Krašnovska Vas, Severska Vas, Kranjčevska Vas, Pirčevska Vas, Grapa, Žaga, Perovce, Šumljak és Log.
A faluban három templom is található. A falu templomai a Koperi egyházmegyéhez tartozik.
A települést 1763 és 1787 közt Bdanije, Bedanije és Bedanje névalakban említik a források. A település nevének jelentése eredetileg a Budanj település lakói lehetett.

## Történelme
1952-ben a falu a korábban önálló Severska Vas településbe olvadt.

## Fordítás
- Ez a szócikk részben vagy egészben  a   Budanje című angol Wikipédia-szócikk ezen változatának fordításán alapul.  Az eredeti cikk szerkesztőit annak laptörténete sorolja fel. Ez a jelzés csupán a megfogalmazás eredetét és a szerzői jogokat jelzi, nem szolgál a cikkben szereplő információk forrásmegjelöléseként.